# Martin Handford
Martin Handford (* 27. September 1956 in Hampstead) ist ein britischer Kinderbuchautor und Illustrator, der in den 1980er Jahren mit seiner Buchreihe Wo ist Walter? (Originaltitel: Where’s Wally?) weltweit bekannt wurde. Seine Bücher wurden bisher 43 Millionen Mal in über 33 Ländern in 22 Sprachen verkauft.
Handford studierte am Kent Institute of Art and Design in Maidstone.